# Wacław Stępień
Wacław Stępień (ur. 28 września 1911 w Babsku, zm. 28 października 1993 w Warszawie) – polski satyryk, autor rewii, komedii muzycznych i piosenek.

## Życiorys
Urodził się w rodzinie Wojciecha, robotnika, i Eleonory z domu Śmiłowskiej. Brat Mariana Stępnia. W 1929 roku ukończył Gimnazjum im. Tadeusza Reytana w Warszawie, potem pracował jako księgowy.
Był literackim i muzycznym samoukiem. W 1933 roku nawiązał współpracę z Polskim Radiem i wytwórniami płyt gramofonowych Columbia, Odeon i Syrena. Pisał teksty piosenek m.in. dla braci Artura i Henryka Golda, Jerzego Petersburskiego (tanga „Bez śladu”, „Zwiędła chryzantema”), Mieczysława Wróblewskiego, publikowane od 1936. W tym okresie poznał Zdzisława Godlewskiego (ps. Gozdawa), autora bajek i piosenek, z którym stworzył spółkę autorską Gozdawa i Stępień, która trwała kilkadziesiąt lat.
Podczas okupacji hitlerowskiej występował w kawiarni Forkasiewicza (1940) z własnymi skeczami, monologami itp. Do 1941 pracował w dziale aprowizacji Zarządu Miejskiego miasta Warszawy a od 1941 do sierpnia 1944 był urzędnikiem Spółki Handlu Węglem „Nadwiślanka”. Dorywczo pisał teksty dla Kawiarni Artystów Filmowych „Antresola” oraz teatru jawnego „Bohema”.
Po wojnie współpracował z teatrem „Gong” w Łodzi, następnie współdziałał wraz z Jerzym Jurandotem i Zdzisławem Godlewskim przy zakładaniu teatru satyryków „Syrena”. W 1948 wraz z zespołem teatru Syrena przeniósł się do Warszawy. Od 1961 wraz ze Zdzisławem Godlewskim sprawował kierownictwo artystyczno-literackie teatru Syrena, a od 1975 sceny Teatru Buffo.
Od 1956 członek Związku Literatów Polskich, członek założyciel stowarzyszenia autorów Stowarzyszenia Autorów ZAiKS. Od 1964 należał do PZPR.
Był żonaty z aktorką i piosenkarką Mirosławą Krajewską.
Zmarł w Warszawie, pochowany na cmentarzu Czerniakowskim.

## Twórczość (wspólnie ze Zdzisławem Gozdawą)
- Droga do ciebie. Widowisko muzyczne, prapremiera Łódź, 1945
- Bliźniak, komedia, 1946
- Moja żona Penelopa, komedia muzyczna, 1947
- Ambasador, Komedia-groteska, 1948
- Wodewil warszawski, musical, 1950
- Sprawa do załatwienia, scenariusz filmowy, 1953
- Przez dziurkę w kurtynie, wybór satyr, piosenek i skeczów, wyd. Iskry, 1957
- Bujamy wśród gwiazd, rewia z udziałem Lody Halamy (program składany), 1967

## Piosenki
- A dziś nie chcesz mnie znać (muz. Leon Rzewuski)
- Bez śladu twa wielka miłość minie (muz. Jerzy Petersburski)
- Budujemy nowy dom (tekst i muz. Gozdawa i Stępień)
- Chandra (muz. Satto Cresta)
- Chcecie to wierzcie (muz. Z Wiehler)
- Czas powiedzieć ci dobranoc (muz. Nat Vincent)
- Diana (muz. Ernö Rapée, Lew Pollack)
- Dobrej nocy, Signorina (muz. Robert Stolz)
- Dziadzio i puzon (muz. Jan Markowski)
- Dziewczyna z fiołkami (muz. Henryk Gold)
- Gdy się kogoś ma (muz. Władysław Szpilman)
- Gdy wieczór zapada (muz. Henry Himmel)
- Gdybyś chciała (muz. Mieczysław Wróblewski)
- Gimnastyka poranna (muz. Zdzisław Gozdawa)
- Graj rumbę, graj (muz. Arias Macein)
- Habanera (muz. Lothar Brühne)
- I zawsze będzie czegoś ci brak (muz. Jan Markowski)
- Już nie zrozumiesz (muz. Mieczysław Guzawer)
- Kołysanka (muz. Benjamin Godard)
- Lolita (muz. Mieczysław Guzawer)
- Małe mieszkanko na Mariensztacie (tekst i muz. Gozdawa i Stępień)
- Marilou (muz. Mario Mariotti)
- Marynika (muz. Henry Mălineanu)
- Meksykańska róża (muz. Jack Tenney)
- Miałaś Maryś dzisiaj przyjść (muz. Jerzy Jurand)
- Miłość to szczęście (muz. H. Kunert)
- Możesz się śmiać, dziewczyno (muz. Jerzy Jurand)
- Nie zapomnij o mnie (muz. Ernesto De Curtis)
- Niedziela (muz. Nina Pilichowska)
- Noc rumbę śpiewa (muz. Luis Patiño)
- Pamiętaj o mnie (muz. Jerzy Witas)
- Pieśń, którą znasz (muz. Julian Butkiewicz)
- Piosnki Cygana (muz. György Rozsos)
- Popłyń serenado (muz. Enrico Toselli)
- Przy tobie (muz. Julian Butkiewicz)
- Przyjdzie czas (muz. Jerzy Witas)
- Słomiany wdowiec (muz. Władysław Daniłowski)
- Smutna niedziela (muz. Rezső Seress)
- Spełnione marzenia (muz. Franz Grothe)
- Stara melodia (muz. Mieczysław Wróblewski)
- Świat wspomnień (muz. Eugeniusz Kaczmarski)
- Tańcz señorito! (muz. Jerzy Jurand)
- Ten jeden dzień (muz. Michał Jaworski)
- To nie był żart (muz. Jerzy Witas)
- To przecie zwykła rzecz (muz. Zygmunt Karasiński)
- Tokaj (muz. Helmut Gardens)
- Ty jeszcze o tym nie wiesz (muz. H.Harin)
- Ujrzałem cię w Sorrento (muz. Mieczysław Guzawer)
- W błękicie oczu Twych (muz. Zygmunt Karasiński)
- W Budapeszcie (muz. Mieczysław Guzawer)
- W chwili rozstania (muz. Eugeniusz Kaczmarski)
- W sercu Puszty (muz. Mihály Erdélyi)
- Walc MDM / Chcecie, to wierzcie (muz. Zygmunt Wiehler)
- Wracają słowa (muz. Szymon Kataszek)
- Za oknem śnieg (muz. Maria Namysłowska)
- Zawsze będzie czegoś ci brak (muz. Jan Markowski)
- Zwiędła chryzantema (muz. Henryk Betlejewski)

Źródło:.

## Ordery i odznaczenia
- Krzyż Oficerski Orderu Odrodzenia Polski (1974)
- Krzyż Kawalerski Orderu Odrodzenia Polski (1965)
- Złoty Krzyż Zasługi (1956)
- Medal 30-lecia Polski Ludowej
- Odznaka 1000-lecia Państwa Polskiego (1967)[6]
- Odznaka „Zasłużony Działacz Kultury”[4]
- Złota Odznaka honorowa „Za Zasługi dla Warszawy”[7]
- Medal ZAiKS-u (1980)[8]
- Odznaka Honorowa ZAiKS-u (1969)[8]